# Spiaggia di Su Tiriarzu
La spiaggia di Su Tiriarzu è una spiaggia appartenente al comune di Posada. Insieme alle spiagge di San Giovanni, Iscraios, Due Pini ed Orvile rappresentano le cinque spiagge di Posada, da dieci anni premiate con le 5 vele Legambiente.

## La spiaggia
Questa spiaggia ha inizio a nord della foce dello stagno Longu è caratterizzata da una sabbia grossolana ed un mare molto cristallino e limpido, anche se con acqua che decresce rapidamente dopo qualche metro.
L'accesso in questa spiaggia è possibile solo dal ponte che sovrasta la foce dello stagno Longu (ingresso più a sud) o da un altro ponte più a nord che collega il parcheggio alla spiaggia, sovrastando il rio Santa Caterina. Questo per il fatto che il litorale di spiaggia è preceduto dal rio santa Caterina e dallo stagno Longu, che dunque non permettono un facile accesso.
Inoltre, la spiaggia, con la sua estensione di circa 1,6 km, è la più lunga tra le cinque di Posada.

## Servizi
In questa spiaggia sono presenti due bar situati subito dopo il ponte che sovrasta il rio Santa Caterina. In alta stagione, viene posizionata una torre con bagnino a centro spiaggia.

Questa spiaggia è nota perché molto frequentata da kitesurfer, sia per il fatto che è una zona ottimale per praticarlo, sia perché è presente una scuola di kitesurf. Inoltre è possibile realizzare escursioni in kayak o canoa sia in mare aperto sia all'interno dello stagno Longu, rio Santa Caterina e Rio Posada.

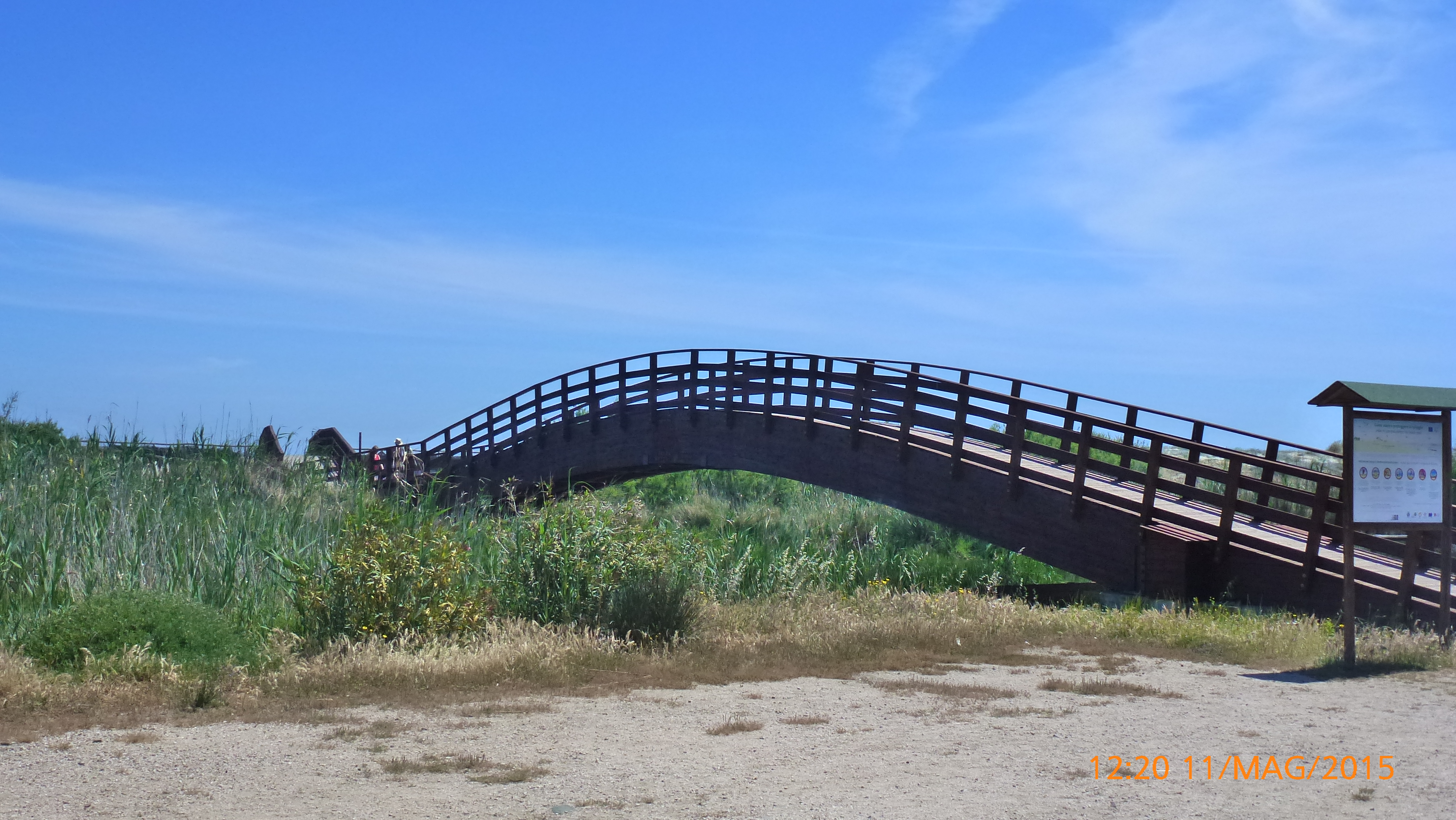
Il ponte che sovrasta il rio Santa Caterina.

## Relitti
Al largo di questa spiaggia sono presenti diversi relitti, vedi relitti di Posada.